# Jeu de tir à la troisième personne

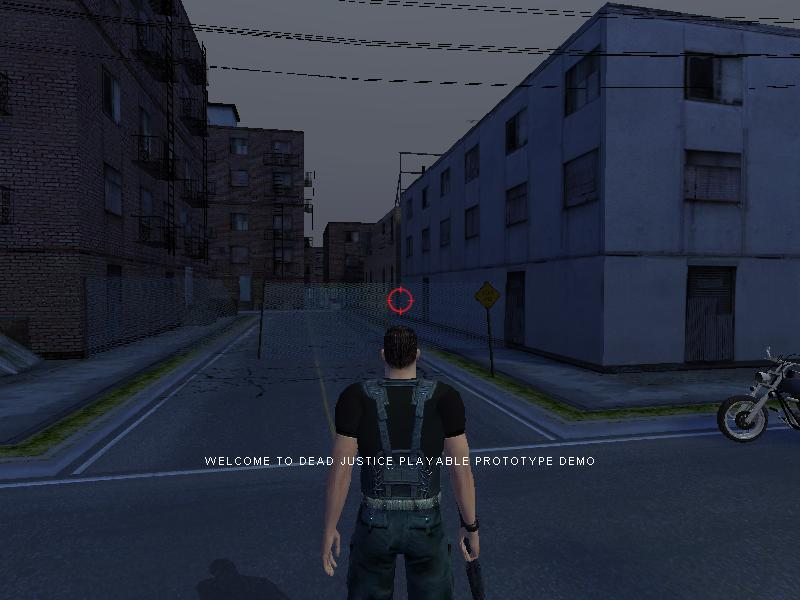
Image d'un jeu de tir à la troisième personne.

Le jeu de tir à la troisième personne (également appelé jeu de tir en vue objective) est un type de jeu vidéo d'action en 3D dans lequel le personnage du joueur est visible à l'écran pendant la partie. Le plus souvent, la vue est prise à l'arrière du personnage. Le but de ces jeux consiste principalement à tirer. Le terme anglais « third person shooter » et son sigle, TPS, sont également d'usage dans les pays francophones. Les jeux de tir à la troisième personne permettent aux joueurs de voir plus clairement la zone entourant l'avatar. Ce point de vue améliore l'interaction entre le personnage et son environnement. Cette perspective est également adaptée pour interagir avec des éléments situés autour du personnage et effectuer certaines actions, comme sauter sur des plateformes, s'engager dans un combat rapproché ou conduire un véhicule.

## Définition

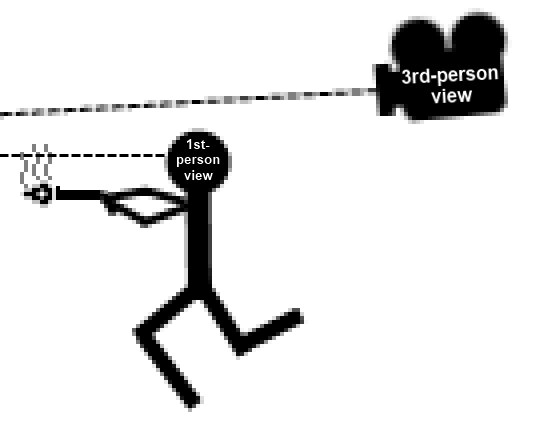
Il s'agit d'une image qui illustre le concept de vues à la première et à la troisième personne.

Un jeu de tir à la troisième personne se concentre sur le tir, depuis une vue externe grâce à laquelle le joueur peut apercevoir son personnage en intégralité,. On oppose souvent ce type de jeux aux jeux de tir à la première personne (first person shooter ou FPS) où l'action est vécue à travers les yeux du personnage.

## Design
Le jeu de type 3D est largement répandu sur consoles de salon. Il mélange les éléments d'un jeu de tir à la première personne aux capacités de sauter et de grimper d'un jeu de plateforme 3D, et des éléments de beat 'em up. Les jeux de tir à la troisième personne incorporent en majorité un système de ciblage automatique, du fait de la difficulté du tir à la troisième personne. Certains mêmes incorporent une vue subjective, permettant un tir plus précis et un aperçu de l'environnement différent de celle imposée par la caméra à la troisième personne. Dans la plupart des cas, le joueur est obligé de rester en vue subjective, puis, une fois des missions atteintes, peut passer à la troisième personne ; par exemple, Oddworld: Stranger's Wrath impose une vue subjective au joueur, mais objective lors d'une attaque.
Les jeux de tir à la troisième personne ressemblent aux jeux de tir à la première personne, dans lesquels l'action est liée au personnage joueur, mais ces deux types de jeux se différencient l'un de l'autre. Un jeu de tir à la première personne permet une vue intégrale du champ de tir sans aperçu du personnage joueur ou de son arme au premier plan, tandis qu'un jeu à la troisième personne montre l'action du personnage prise « par-dessus l'épaule » ou « dans le dos »,. Ainsi, la perspective objective permet le développement plus détaillé d'un personnage, et plonge le joueur dans un univers similaire à celui d'un film. Néanmoins, un jeu de tir à la première personne donne l'avantage d'une plus grande immersion dans l'univers du jeu. Cette différence de perspective modifie également le gameplay. Un jeu de tir à la troisième personne donne un aperçu de l'environnement entourant le joueur. Ce point de vue facilite l'interaction entre le personnage et son environnement, et peut par exemple se mettre à couvert comme dans Gears of War, ou explorer un environnement marin. Comme telle, la perspective objective avantage l'interaction avec l'environnement, comme sauter sur des plateformes, s'engager dans un combat au corps à corps, ou conduire un véhicule. Cependant, la perspective objective peut réduire la précision.
Contrairement aux jeux en vue subjective, les jeux à la troisième personne possèdent un environnement plus vaste et plus étendu. Les limites entre vue objective et vue subjective ne sont pas toujours évidentes. Par exemple, un nombre de jeux à la troisième personne permettent aux joueurs d'utiliser une vue subjective (à la première personne) pour des tirs plus précis. Le jeu Halo: Combat Evolved se fonde sur la vue objective et passe en vue subjective pour une précision plus optimisée des tirs. Le jeu passe d'une vue subjective à une vue objective lorsque le personnage conduit un véhicule, et cette différence de perspective alternant utilisation d'armes et conduite de véhicule est, depuis, utilisée dans d'autres jeux. Metroid Prime est un autre jeu en tir subjectif, et fait également usage de la perspective objective.

## Histoire
Certains premiers jeux de tir utilisant des éléments de vue objective incluent Radar Scope, commercialisé en 1979 par la société Nintendo, Tac/Scan, commercialisé par Sega en 1982), Buck Rogers: Planet of Zoom (1982), Astron Belt (1983), Inter Stellar  commercialisé par Funai en 1983, Juno First, commercialisé par Konami en 1983, et Ambush, commercialisé par Nippon en 1983.
Le jeu de tir Contra, commercialisé par Konami en 1987, proposait également de franchir niveau après niveau en vue objective. Konami continue dans ce concept avec le jeu Devastators (en) (1988), un jeu entièrement à la troisième personne. Devastators présentait également de nombreux obstacles pouvant protéger le joueur de tirs ennemis, et un mode deux joueurs. Un jeu de tir similaire, Cabal, commercialisé en 1988, a largement inspiré d'autres jeux comme NAM-1975 (1990) et Wild Guns (1994). En 1989, Last Survivor, commercialisé par Sega, sur borne d'arcade et FM Towns Marty, est un autre exemple de jeu de tir à la troisième personne. De nombreux jeux en 3D polygones à la troisième personne ont été commercialisés en 1993, comme le jeu de combat en véhicules de Namco, Cyber Sled,, et le jeu de tir de Nintendo, Star Fox, qui a popularisé les jeux d'action en 3D. Fade to Black (1995) est jeu d'action-aventure en 3D similaire à Tomb Raider.
Tomb Raider (1996), commercialisé par Eidos Interactive (actuellement Square Enix Europe) est considéré par la presse spécialisée comme le pionnier des jeux de tir à la troisième personne,,,, ; Jonathan S. Harbour de l'University of Advancing Technology explique qu'il est « grandement responsable de la popularité de ce genre. » D'autres critiques le considèrent comme ayant inspiré des jeux à la troisième personne comme BloodRayne (2002), The Contra Adventure (en) (1998), et Heavy Metal: F.A.K.K.² (2000). D'autres encore ne considèrent pas Tomb Raider comme un jeu de tir, mais plutôt comme un jeu de plateformes qui est « également un puzzle tridimensionnel auquel des éléments de combat ont été ajoutés. »
Syphon Filter (1999), commercialisé par Eidetic (actuellement SCE Bend Studio) mélange la perspective de Tomb Raider à des éléments d'action de jeux tels que GoldenEye 007 (1997) et Metal Gear Solid (1998). Richard Rouse III note sur Gamasutra qu'il s'agit du jeu à la troisième personne le plus célèbre de la PlayStation. Dans Tomb Raider et Syphon Filter, les protagonistes pointent automatiquement leurs armes sur leurs antagonistes,, tandis que d'autres jeux comme Oni (2001), Max Payne (2001) et SOCOM (2002) forcent le joueur à contrôler lui-même ses armes à l'aide de la manette ou d'un clavier et d'une souris. Max Payne (2001) est considéré comme un jeu de tir vue objective, inspiré du cinéma hongkongais. Resident Evil 4 (2005) a aidé à redéfinir le genre avec l'utilisation du plan « par-dessus l'épaule » présenté pour la première fois dans le jeu Splinter Cell (2002). La caméra est directement placée sur l'épaule et n'affecte en aucun cas l'action.
Un mécanisme important du jeu ayant révolutionné le jeu de tir à la troisième personne durant les années 2000 est le système de mise à couvert. La mise à couvert d'un personnage est pour la première fois intronisée dans le genre avec le jeu Metal Gear Solid, distribué par Konami en 1998, et par la suite amplement plus développé dans Metal Gear Solid 2: Sons of Liberty (2001). Kill Switch, distribué par Namco en 2003, met également en avant la mise à couvert,. Gears of War (2006) emploie des éléments de jeu de tir tactique comme se mettre à couvert, influencé par Kill Switch.